# Joubarbe à grandes fleurs
Sempervivum grandiflorum
Espèce
La Joubarbe à grandes fleurs (Sempervivum grandiflorum) est une espèce de plantes de la famille des Crassulacées.